# Solnetschny (Sacha)
Solnetschny (russisch Со́лнечный; jakutisch Солнечнай) ist eine Siedlung städtischen Typs in der Republik Sacha (Jakutien) in Russland mit 1034 Einwohnern (Stand 14. Oktober 2010).

## Geographie
Der Ort liegt etwa 460 km Luftlinie ostsüdöstlich der Republikhauptstadt Jakutsk im dort Mittelgebirgscharakter tragenden Judoma-Maja-Hochland. Er befindet sich etwa 2,5 km von linken Ufer des Aldan-Nebenflusses Allach-Jun entfernt, wenig oberhalb der Einmündung des linken Nebenflusses Ynyktschan.
Solnetschny gehört zum Ulus Ust-Maiski und befindet sich knapp 170 km östlich von dessen Verwaltungszentrum Ust-Maja. Die Siedlung ist Sitz der Stadtgemeinde (gorodskoje posselenije) Possjolok Solnetschny, zu der außerdem das 6 km südwestlich unmittelbar am Allach-Jun gelegene Dorf Ust-Ynyktschan gehört.

## Geschichte
Der Ort wurde 1964 als neues zentrales Siedlungszentrum für die Goldbergbauregion am Allach-Jun gegründet; der Ortsname ist von russisch solnze für Sonne abgeleitet. Solnetschny erhielt 1972 den Status einer Siedlung städtischen Typs und übernahm zugleich die Funktion als Rajonzentrum, das sich zuvor in Ust-Maja befand. Mit dem beginnenden Niedergang des Bergbaus in dem Gebiet 1992 wurde der Verwaltungssitz wieder nach Ust-Maja verlegt.

### Bevölkerungsentwicklung
| Jahr | Einwohner |
| ---- | --------- |
| 1979 | 1360      |
| 1989 | 2193      |
| 2002 | 1272      |
| 2010 | 1034      |

Anmerkung: Volkszählungsdaten

## Verkehr
Solnetschny liegt an der Straße, die Eldikan am rechten Ufer des Aldan über mehr als 300 km mit Jugorjonok an der Judoma verbindet und das gesamte Goldbergbaugebiet im Osten des Ust-Maiski ulus erschließt.